# Кругове перехрестя

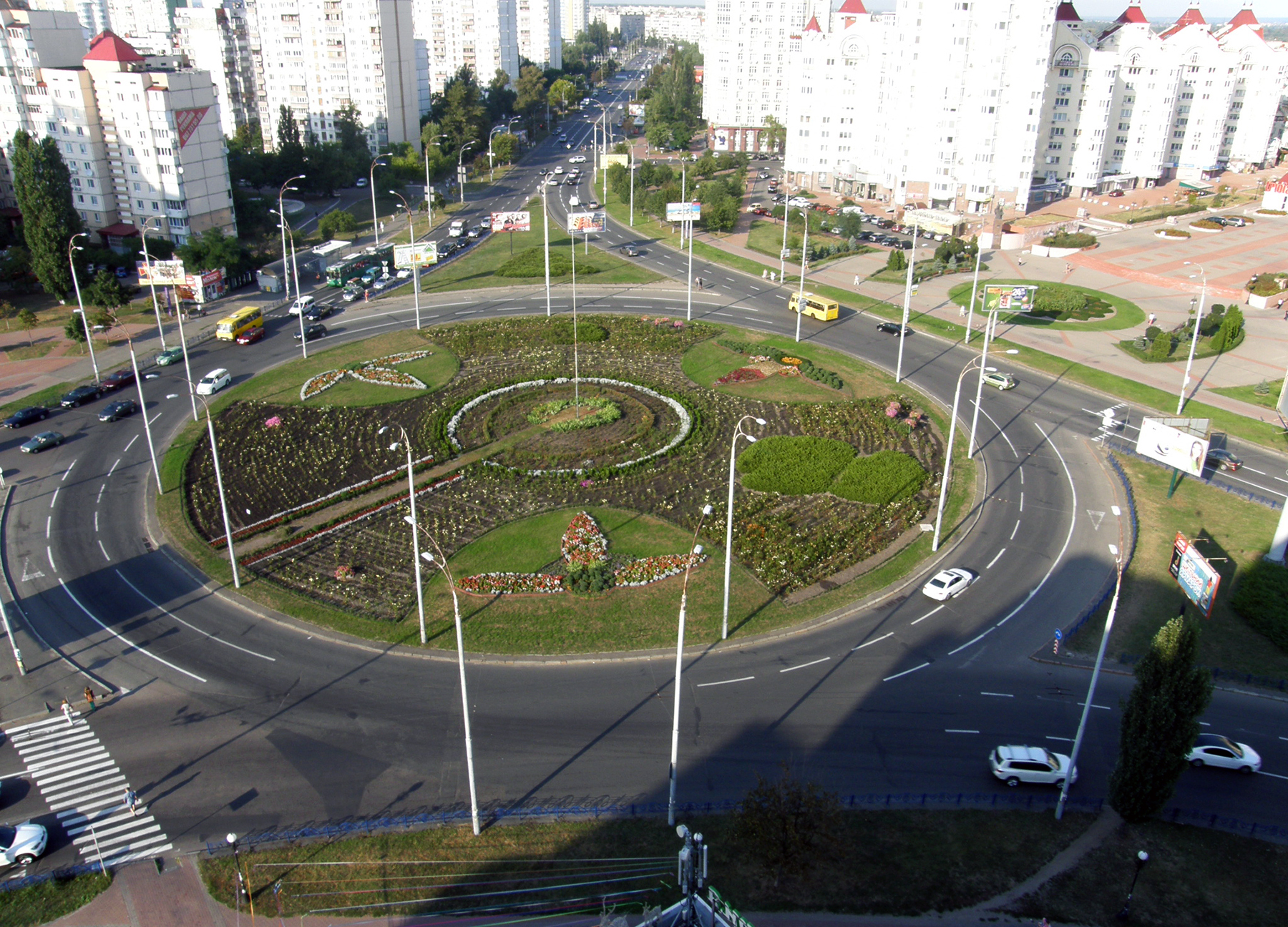
Площа Михайла Загороднього в Києві.

Кругове перехрестя — це перехрестя, де транспортні засоби уповільнюються і починають круговий рух навколо центрального «острова» у напрямку проти годинникової стрілки на дорогах з правостороннім рухом або за годинниковою стрілкою на дорогах з лівостороннім рухом, до виїзду на одному з поворотів (відгалужень) з кругового перехрестя.
Таке перехрестя зазвичай не обладнується світлофорами і є нерегульованим. В такому випадку пріоритет руху транспортних засобів може визначатися встановленими дорожніми знаками і/або дорожньою розміткою, а також іншими правилами проїзду перехресть.
Згідно з Правилами дорожнього руху і міжнародними домовленостями, у випадку повороту при в'їзді на перехрестя, де організовано круговий рух, займання крайнього положення при в'їзді не обов'язкове. Правила повороту при виїзді з такого перехрестя різняться залежно від країни, але в Україні дозволяється виконувати поворот при виїзді з будь-якої смуги, надавши перевагу у русі тим, хто продовжує рух по колу, якщо інше не передбачено дорожними знаками або розміткою.
При рухові по колу вказівники повороту вмикати потрібно при перестроюванні з ряду в ряд в межах кільця та перед поворотом при виїзді.

## Варіанти

Основна схема голландського турбоперехрестя

Існують більш складні варіанти кругових перехресть, такі як турбоперехрестя, що все частіше використовується на дорогах Нідерландів. Згідно з проведеним моделюванням, дворядне турбоперехрестя здатне пропускати на 12-20% збільшений потік в порівнянні із звичайним трирядним круговим перехрестям того же розміру.

## Історія

Наказовий дорожній знак 4.10. Круговий рух

Перше кругове перехрестя було облаштоване в Парижі навколо Тріумфальної арки в 1901 році.
Колумбус-Серкл в Нью-Йорку був побудований в 1904 році. Перше британське кругове перехрестя датоване 1909 роком (Letchworth Garden City) — воно на початку планувалося як острів для пішоходів. Широке застосування таких перехресть розпочалося в середині 1960-х років, коли англійські інженери вдосконалили систему ведення потоку машин.

## Переваги і недоліки

### Переваги

Імовірність зіткнення на круговому перехресті в порівнянні з простим перетином

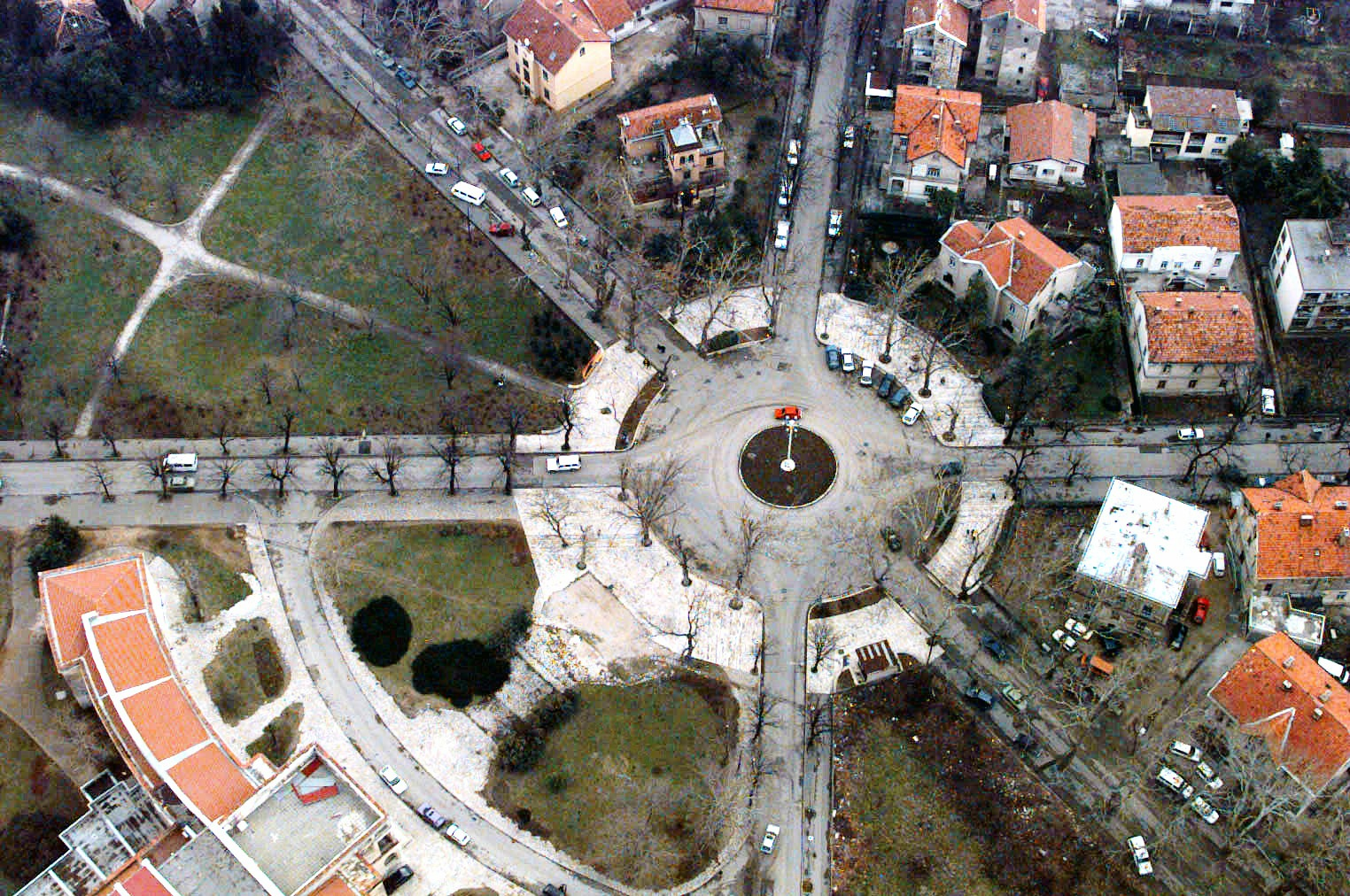
Складні перехрестя з декількома дорогами, що сходяться в одному місці, вимагають складних cxем роботи світлофорів, це забирає багато часу

1. Підвищена безпека руху. Досягається зниженням швидкості при наближенні до перехрестя. ДТП через нижчу швидкість мають менш важкі наслідки, але їх кількість дещо більша в порівнянні з простим перетином.
2. Пропускна спроможність. Пропускна спроможність (в визначених діапазонах) вища ніж у звичного перехрестя з світлофорами, тому що немає фази «червоний для всіх».
3. Час очікування. Час очікування порівняно з простими перехрестями нижчий, оскільки кругове перехрестя зазвичай не має світлофорів і не потрібно чекати зеленого світла.
4. Кількість шляхів, що з'єднує перехрестя. В той час коли сигнальна схема світлофорів у перехрестя з більш ніж 4 гілками дуже складна, число можливих гілок кругового перехрестя залежить тільки від його діаметра.
5. Інші переваги. Додатковими перевагами є кращий екологічний баланс (нижчий рівень шуму, менше вихлопних газів від машин, що очікують) і зменшення затрат на утримання (немає світлофорів). Щоправда існують кругові перехрестя обладнані світлофорами, як правило багаторядні.

### Недоліки
1. Необхідна площа. Для обладнання кругових перехресть зазвичай необхідно більше площі, ніж для звичайних. Площу острова всередині перехрестя неможливо використовувати для руху транспорту. Насадження рослин і догляд за ними приводять до додаткових витрат, щоправда прикрашаючи перехрестя.
2. Пішоходи і велосипедисти. Організація потоку пішоходів і велосипедистів ускладнюється, позаяк зазвичай немає світлофорів. Від цих груп учасників дорожнього руху вимагається особлива увага. Довжина шляху для пішоходів, як правило, збільшується.
3. Час очікування в «години пік». При щільному потоку машини не можуть в'їхати на круг (якщо пріоритет мають машини, що рухаються по кругу), це приводить до заторів на в'їздах. Але подібні проблеми існують і на звичайних перехрестях.
4. Збільшення ризику перевертання автотранспорту з високим центром ваги і через перевищення швидкісного режиму.
5. Імовірність виникнення конфліктної ситуації, якщо з різних в'їздів на перехрестя встановлені різні дорожні знаки (наприклад, при пошкодженні одного з знаків в результаті ДТП з одного боку). В цьому випадку, водій, що в'їхав на перехрестя під знак пріоритету, буде вважати, що має перевагу перед тими, що в'їжджають, а зі сторони, де знак відсутній, водій буде керуватися правилами проїзду нерегульованих перехресть і також вважатиме, що має перевагу, через те, що він наближається з правого боку.  В Україні проблему усунуто 28.04.2017[2], змінивши правила проїзду перехресть під європейські норми, де водій, за загальними правилами, що виконує поворот у разі в'їзду на перехрестя з круговим рухом, має дати дорогу тим, хто вже рухається по колу. Таким чином, навіть відсутність знаків пріоритету не створює конфліктну ситуацію, а можуть встановлюватися перед перехрестям лише для нагадування про необхідність виконання нових правил.